# 南あわじ警察署
南あわじ警察署（みなみあわじけいさつしょ）は、兵庫県警察が管轄する警察署の一つ。

## 沿革
前身は三原警察署（みはらけいさつしょ）。2005年（平成17年）1月11日、三原郡の4町（警察署所在地の三原町のほか、緑町、西淡町、南淡町）が合併して南あわじ市が発足するのに伴い改称。

## 所在地
- 兵庫県南あわじ市市善光寺18番25

## 管轄区域
- 南あわじ市全域

## 交番
- 青木交番 - 南あわじ市神代地頭方1345-1
- 福良交番 - 南あわじ市福良甲530
- 広田交番 - 南あわじ市広田広田408-1

## 駐在所
- 八木駐在所 - 南あわじ市八木野原226-3
- 榎列駐在所 - 南あわじ市榎列大榎列1573-30
- 掃守駐在所 - 南あわじ市榎列松田680-5
- 倭文駐在所 - 南あわじ市倭文庄田341-11
- 高屋駐在所 - 南あわじ市松帆高屋乙92
- 慶野駐在所 - 南あわじ市松帆古津路920-16
- 湊駐在所 - 南あわじ市湊392
- 津井駐在所 - 南あわじ市津井2285-15
- 阿那賀駐在所 - 南あわじ市阿那賀397-1
- 福井駐在所 - 南あわじ市賀集福井68-1
- 北阿万駐在所 - 南あわじ市北阿万筒井1619-8
- 阿万西駐在所 - 南あわじ市阿万西町268-4
- 灘駐在所 - 南あわじ市灘土生1

## アクセス
- 神戸淡路鳴門自動車道 西淡三原ICから南東へ約3.5km
- 神戸淡路鳴門自動車道 榎列バスストップから南へ約2.8km
- 淡路交通 円行寺バス停から北へ約800m